# Курлей (деревня)
Курлей — деревня в Лукояновском районе Нижегородской области России. Входит в состав рабочего посёлка им Степана Разина.
Основана, как выселки из с. Мадаево Лукояновского уезда в 1917 году. В эти же годы заложен пос. Павловка в пойме реки Мадаевка, 2 км. от собственно деревни Курлей. С 1999 года никто не живет. Все заросло лесом.

## Население
| 2002 | 2010 |
| ---- | ---- |
| 0    | →0   |